# Bendiuhivka, Kaharlîk
Bendiuhivka (în ucraineană Бендюгівка) este o comună în raionul Kaharlîk, regiunea Kiev, Ucraina, formată numai din satul de reședință.

## Demografie
Componența lingvistică a comunei Bendiuhivka
     Ucraineană (98,11%)
     Rusă (1,58%)
     Alte limbi (0,32%)
Conform recensământului din 2001, majoritatea populației comunei Bendiuhivka era vorbitoare de ucraineană (98,11%), existând în minoritate și vorbitori de rusă (1,58%).